# Paweł Tichonow
Paweł Pawłowicz Tichonow (ros. Павел Павлович Тихонов, ur. 1909 we wsi Kostinka w guberni kałuskiej, zm. 16 stycznia 1990 w Kijowie) – funkcjonariusz radzieckich służb specjalnych (NKWD, MWD, MGB i KGB), generał major (od 1958 roku). Jeden z organizatorów i wykonawców zbrodni katyńskiej.

## Życiorys
W 1923 skończył 4 klasy szkoły wiejskiej, a 1928 szkołę przyfabryczną FZU przy głównych warsztatach wagonowych Kurskiej Linii Kolejowej w Moskwie, od sierpnia 1931 do czerwca 1932 był słuchaczem fakultetu robotniczego, a od czerwca 1932 do marca 1937 studentem Instytutu Stali. Początkowo był stolarzem, 1925-1936 należał do Komsomołu. Od 1938 roku członek WKP(b), od 1939 roku w NKWD. 17 stycznia 1939 roku otrzymał stopień kapitana bezpieczeństwa państwowego. Od stycznia 1939 roku do marca 1941 roku zastępca naczelnika Obwodowego Zarządu NKWD w Charkowie. W 1940 roku jeden z wykonawców zbrodni katyńskiej, organizator i uczestnik wymordowania w siedzibie Obwodowego Zarządu NKWD w Charkowie ponad 3000 polskich jeńców wojennych z obozu w Starobielsku, pochowanych następnie w Piatichatkach.
W latach 1943–1944 naczelnik Zarządu NKWD Obwodu Charkowskiego. W latach 1953–1954 naczelnik Zarządu MWD Obwodu Odeskiego, pułkownik. W 1948 roku naczelnik Zarządu MGB Obwodu Sumskiego. Od 1954 roku zastępca przewodniczącego KGB przy Radzie Ministrów Ukraińskiej Socjalistycznej Republiki Radzieckiej. 18 lutego 1958 roku otrzymał stopień generała majora. Od listopada 1959 roku do października 1970 roku naczelnik Zarządu KGB Obwodu Kijowskiego.

## Odznaczenia
- Order Czerwonego Sztandaru (dwukrotnie – 28 sierpnia 1944 i 30 października 1967)
- Order Czerwonego Sztandaru Pracy (23 stycznia 1948)[2]
- Order Czerwonej Gwiazdy (dwukrotnie – 20 września 1943 i 5 listopada 1954)

I 6 medali.